# Redfield (Kansas)
Redfield – miasto położone w hrabstwie Bourbon.